# Kanton Pantin
Kanton Pantin is een kanton van het Franse departement Seine-Saint-Denis.

## Geschiedenis
Het kanton is gevormd ingevolge het decreet van 21 februari 2014, met uitwerking op 22 maart 2015, uit de op die dag opgeheven kantons Pantin-Est en -Ouest en de gemeente Le Pré-Saint-Gervais van het eveneens op die dag opgeheven kanton Les Lilas. Het kanton Pantin maakt deel uit van het arrondissement Bobigny.

## Gemeenten
Het kanton Pantin omvat de volgende gemeenten:
- Pantin
- Le Pré-Saint-Gervais